# Apristurus
Genre
Apristurus est un genre de requin.

## Liste des espèces
- Apristurus albisoma Nakaya & Séret, 1999
- Apristurus ampliceps Sasahara, K. Sato & Nakaya, 2008
- Apristurus aphyodes Nakaya & Stehmann, 1998 - Holbiche spectre
- Apristurus australis K. Sato, Nakaya & Yorozu, 2008
- Apristurus brunneus C. H. Gilbert, 1892 - Holbiche brune
- Apristurus bucephalus W. T. White, Last & Pogonoski, 2008 - Holbiche à grosse tête
- Apristurus canutus S. Springer & Heemstra, 1979 - Holbiche grise
- Apristurus exsanguis K. Sato, Nakaya & A. L. Stewart, 1999
- Apristurus fedorovi Dolganov, 1985 - Holbiche de Fedorov
- Apristurus garricki K. Sato, A. L. Stewart & Nakaya, 2013
- Apristurus gibbosus Y. T. Chu, Q. W. Meng & S. Li, 1985
- Apristurus herklotsi Fowler, 1934 - Holbiche à longues nageoires
- Apristurus indicus A. B. Brauer, 1906 - Holbiche artouca
- Apristurus internatus S. M. Deng, G. Q. Xiong & H. X. Zhan, 1988
- Apristurus investigatoris Misra, 1962 - Holbiche plat-nez
- Apristurus japonicus Nakaya, 1975 - Holbiche du Japon
- Apristurus kampae L. R. Taylor, 1972 - Holbiche tapir
- Apristurus laurussonii Sæmundsson, 1922 - Holbiche d'Irlande
- Apristurus longicephalus Nakaya, 1975 - Holbiche à longue tête
- Apristurus macrorhynchus S. Tanaka (I), 1909 - Holbiche torazame ou Holbiche à gros nez
- Apristurus macrostomus Q. W. Meng, Y. T. Chu & S. Li, 1985
- Apristurus manis (S. Springer, 1979) - Holbiche fantôme
- Apristurus melanoasper Iglésias, Nakaya & Stehmann, 2004 - Holbiche noire
- Apristurus microps (Gilchrist, 1922) - Holbiche porc
- Apristurus micropterygeus Q. W. Meng, Y. T. Chu & S. Li, 1986
- Apristurus nakayai Iglésias, 2013 - Holbiche à iris blanc
- Apristurus nasutus F. de Buen, 1959 - Holbiche cyrano
- Apristurus parvipinnis S. Springer & Heemstra, 1979 - Holbiche à petites ailes
- Apristurus pinguis S. M. Deng, G. Q. Xiong & H. X. Zhan, 1983 - Holbiche grasse
- Apristurus platyrhynchus S. Tanaka (I), 1909 - Holbiche spatule
- Apristurus profundorum Goode & T. H. Bean, 1896 - Holbiche papoila ou Holbiche des profondeurs
- Apristurus riveri Bigelow & Schroeder, 1944 - Holbiche à grandes oreilles
- Apristurus saldanha (Barnard, 1925) - Holbiche gatusseau ou Holbiche saldanha
- Apristurus sibogae (M. C. W. Weber, 1913) - Holbiche pâle
- Apristurus sinensis Y. T. Chu & A. S. Hu, 1981 - Holbiche chuhu ou Holbiche de Chine
- Apristurus spongiceps C. H. Gilbert, 1905 - Holbiche à tête molle
- Apristurus stenseni S. Springer, 1979 - Holbiche nébuleuse

En 2017, une nouvelle espèce a été décrite (Zootaxa):
- Apristurus yangi White, Mana & Naylor